# Reimer Bustorff

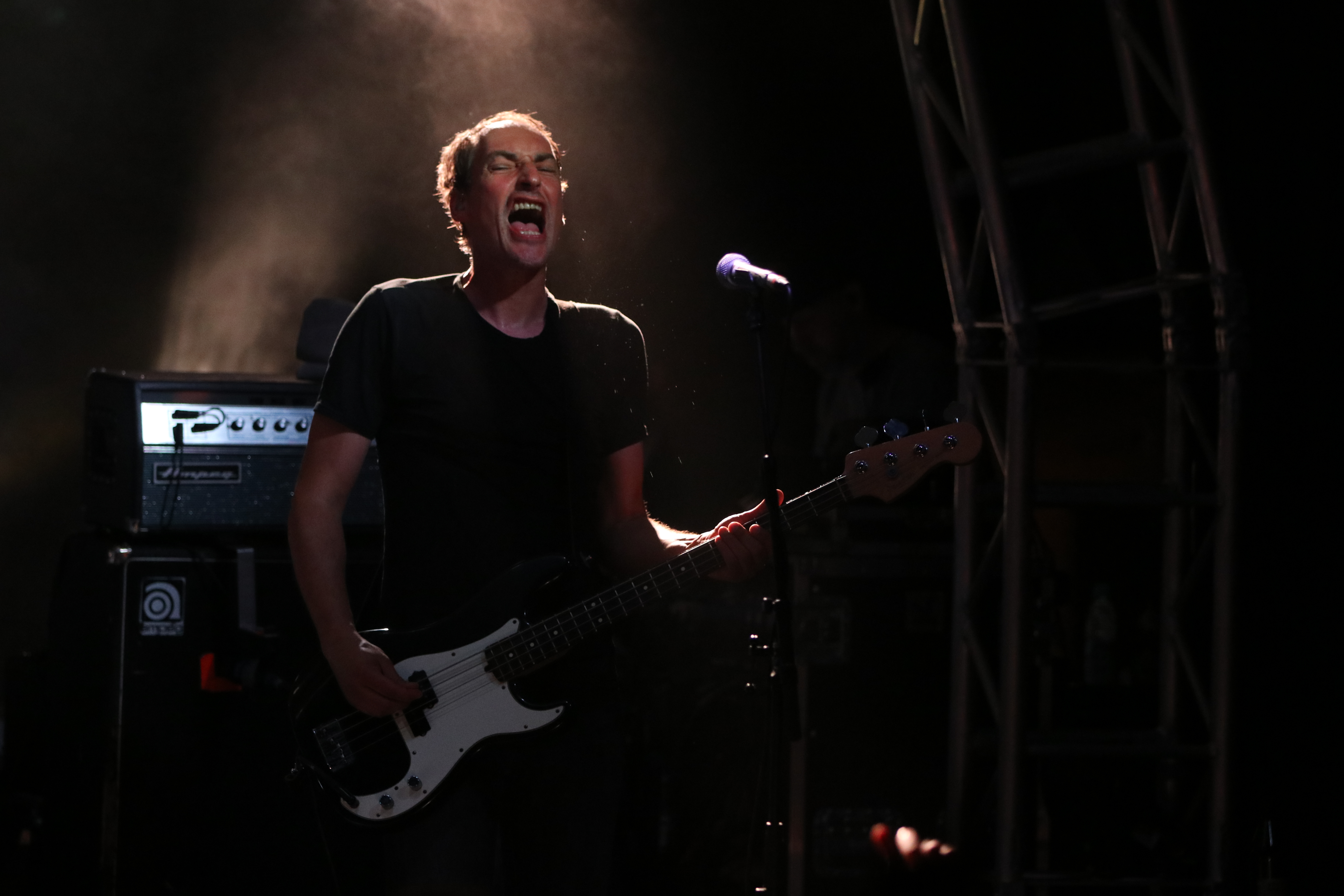
Reimer Bustorff, 2018

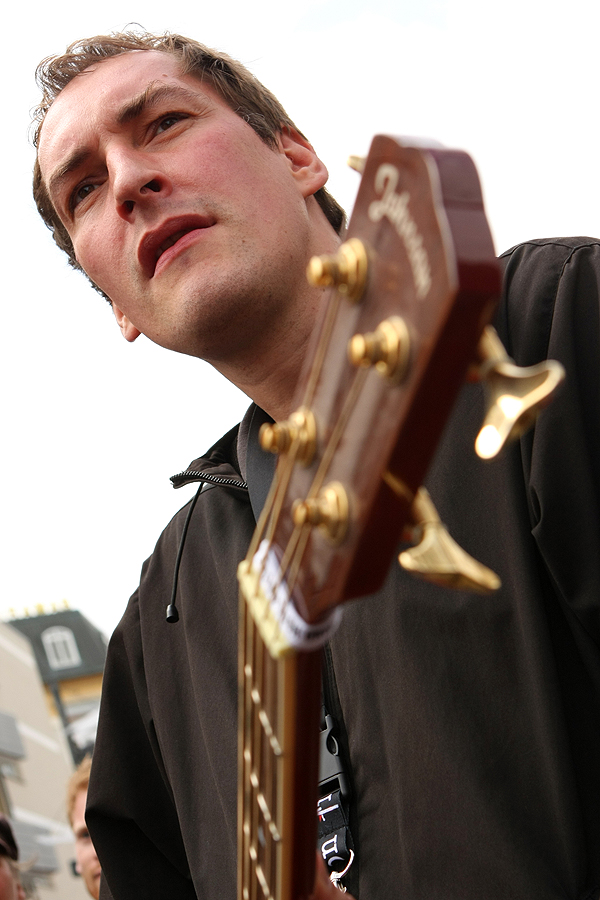
Reimer Bustorff, 2008

Reimer Bustorff (* 24. Januar 1971) ist ein deutscher Musiker und Geschäftsführer des Labels Grand Hotel van Cleef.
Als Mitglied der Ska-Punk-Band Rantanplan lernte er Marcus Wiebusch kennen, mit dem er 2001 die Band Kettcar gründete. Bustorff ist in der Band für Bass, Ton und für einige Texte zuständig. Zur Veröffentlichung ihrer Platten gründete er 2002 zusammen mit Marcus Wiebusch und Thees Uhlmann von Tomte das Independent-Label Grand Hotel van Cleef.